# Mehmet Ünal
Mehmet Ünal (* 1951 in Çanakkale, Türkei) ist ein türkischer Journalist und Fotograf, der seit 1976 in Deutschland lebt und arbeitet.

## Leben
Ünal übte unterschiedliche Tätigkeiten aus. 1969 nahm er Schauspielunterricht und arbeitete bis 1976 an verschiedenen Theatern in Istanbul als Schauspieler. Er veröffentlichte zahlreiche Bücher, hauptsächlich zu Einwanderer- und Minderheitenthemen,  zum Beispiel Du weißt nicht wie es ist, überall ein Fremder zu sein (1982) und Zwei fremde Augen ein kurzer Blick (1985), das nach einer Zeile aus dem Tucholsky-Gedicht Augen in der Großstadt benannt ist.  Diverse Ausstellungen und Preise ehren seine Arbeit.
Der Schriftsteller Fakir Baykurt sagte einmal über Ünal:
Wenn ich sehe, wie dieser unermüdliche Künstler, dieser unaufhörliche Friedenskämpfer mit der Kamera um den Hals auf Missstände zugeht und dabei Erfolg hat, bin ich überglücklich. Ich möchte permanent ein Zeuge sein von den Jahren, in denen er viele Ausstellungen hat und viele Fotobände von ihm veröffentlicht werden.